# Chan Kong Wah
Chan Kong Wah (* 31. August 1961) ist ein Tischtennisspieler und -trainer aus Hongkong. Er nahm 1996 an den Olympischen Spielen teil und spielte mehrere Jahre lang in der deutschen Bundesliga.

## Werdegang
Chan Kong Wah siegte bei den Commonwealth-Meisterschaften 1983 im Mixed mit Hui So Hung und mit der Mannschaft. 1995 holte er Gold im Einzel und erneut im Teamwettbewerb. Von 1983 bis 2000 wurde er für sechs Weltmeisterschaften nominiert, kam dabei jedoch nie in die Nähe von Medaillenrängen.
1996 qualifizierte er sich für die Teilnahme am Doppelwettbewerb bei den Olympischen Spielen in Atlanta. Hier scheiterte er an der Seite von Lo Chuen Tsung bereits nach Siegen über Choi Gyong Sop/Li Gun Sang (Nordkorea) und Michael Hyatt/Stephen Hylton (Jamaika) sowie einer Niederlage gegen die Franzisen Damien Éloi/Jean-Philippe Gatien in der Vorgruppe.
Seit 1986 spielte Chan Kong Wah bei mehreren Bundesligavereinen. Da er 1996 einen deutschen Pass erhielt, blockierte er dann nicht mehr einen Ausländerplatz im Team.
- 1986 – 1987: Post SV Mülheim[3]
- 1987 – 1988: PSV Oberhausen (Oberliga)[4]
- 1988 – 1995: Post SV Mülheim[3]
- 1995 – 1996: DJK Bockum[5]
- 1996 – 1998: SV Telekom Mülheim[6]
- 1998 – 1999: PSV Oberhausen[7]
- 1999 – 2000: RS Hoengen[8]
- 2000 – 2001: Würzburger Hofbräu[9]
- 2001 – ????: TTG Weitmar-Munscheid[10][11]

Dem Post SV Mülheim verhalf er 1987 und 1989 zum Aufstieg in die Erste Bundesliga. Wegen der Ausländerregelung in der Bundesliga „parkte“ er in der Saison 1987/88 beim Oberligisten PSV Oberhausen und kehrte dann nach Mühlheim zurück. Zudem war er 2001 beim Würzburger Hofbräu sowie 2002 beim TTG Weitmar-Munscheid am Aufstieg beteiligt.
Nach dem Ende seiner aktiven Laufbahn arbeitete Chan Kong Wah als Tischtennistrainer. Zunächst trainierte er den Nachwuchs des Post SV Oberhausen, später wurde er Nationaltrainer von Hongkong.

## Privat
Chan Kong Wah ist verheiratet mit der Tischtennisspielerin Mok Ka Sha (Hongkong, 1989 Nr. 30 der Weltrangliste), mit der er seit Mitte 1990 ein Kind hat.

## Turnierergebnisse
| Verband | Veranstaltung            | Jahr | Ort          | Land | Einzel        | Doppel           | Mixed         | Team  |
| ------- | ------------------------ | ---- | ------------ | ---- | ------------- | ---------------- | ------------- | ----- |
| HKG     | Asian Cup                | 2003 | Teheran      | IRI  | 13. Platz     |                  |               | 0     |
| HKG     | Asian Cup                | 1985 | Singapur     | SIN  | 9             |                  |               |       |
| HKG     | Asian Cup                | 1983 | Wuxi         | CHN  | 14            |                  |               |       |
| HKG     | Asienspiele              | 1994 | Hiroshima    | JPN  | Viertelfinale |                  | Viertelfinale |       |
| HKG     | Asienspiele              | 1990 | Peking       | CHN  |               | Viertelfinale    | Viertelfinale |       |
| HKG     | Asienspiele              | 1986 | Seoul        | KOR  |               | Viertelfinale    |               |       |
| HKG     | Commonwealth Meistersch. | 1995 | Singapur     | SIN  | Gold          |                  |               | 1     |
| HKG     | Commonwealth Meistersch. | 1983 | Kuala Lumpur | MAS  | Silber        |                  | Gold          | 1     |
| HKG     | Olympische Spiele        | 1996 | Atlanta      | USA  | keine Teiln.  | sofort ausgesch. |               |       |
| HKG     | Weltmeisterschaft        | 2000 | Kuala Lumpur | MAS  |               |                  |               | 21-24 |
| HKG     | Weltmeisterschaft        | 1999 | Eindhoven    | NED  | letzte 128    | letzte 64        | letzte 64     |       |
| HKG     | Weltmeisterschaft        | 1995 | Tianjin      | CHN  | letzte 64     | letzte 32        | letzte 64     | 20    |
| HKG     | Weltmeisterschaft        | 1993 | Göteborg     | SWE  | Qual          | letzte 32        | letzte 64     | 14    |
| HKG     | Weltmeisterschaft        | 1985 | Göteborg     | SWE  | letzte 64     | letzte 32        | letzte 64     | 11    |
| HKG     | Weltmeisterschaft        | 1983 | Tokio        | JPN  | letzte 128    | letzte 64        | letzte 64     | 17    |